# تصادف چیاپاس
تصادف چیاپاس در ۹ دسامبر ۲۰۲۱، در ایالت چیاپاس مکزیک رخ داد که یک کامیون باری که بیش از ۱۸۰ مهاجر را قاچاق می‌کرد واژگون شد در این حادثه حداقل ۵۵ نفر کشته و بیش از صد نفر زخمی شدند.

## زمینه
در سال‌های اخیر، ایالت چیاپاس در جنوب مکزیک، که هم‌مرز با گواتمالا است، شاهد افزایش شدید تعداد مهاجران آمریکای مرکزی بوده‌است که در تلاش برای رسیدن به ایالات متحده هستند. مقامات مکزیکی به‌طور معمول متوجه می‌شوند که مهاجرانی که در داخل کشور قاچاق می‌شوند در وسایل نقلیه بسته می‌شوند، از جمله ۶۰۰ مهاجر از ۱۲ کشور که در پشت دو کامیون در وراکروز در نوامبر ۲۰۲۱ کشف شدند.

## تصادف
در ۹ دسامبر ۲۰۲۱، یک کامیون باری گواتمالا را به مقصد وراکروز ترک کرد و بیش از ۱۵۰ مهاجر را در کانتینر باری خود حمل کرد. همان‌طور که ماریو بوکارو، سفیر گواتمالا در مکزیک تأیید کرد، اکثر مهاجران اهل گواتمالا بودند. با این حال، جوردان روداس، مقام ارشد حقوق بشر گواتمالا گفت که این احتمال وجود دارد که حدود ۲۰۰ مهاجر در کانتینر خودرو بسته شده باشند.